# Соболєв Володимир Степанович
Володи́мир Степа́нович Со́болєв  (30 травня 1908, Луганськ — 1 вересня 1982, Москва) — петрограф і мінералог родом з Луганська; член-кореспондент АН УРСР (з 1951), дійсний член АН СРСР (з 1958). 
Закінчив Ленінградський гірничий інститут, професор високих шкіл у Ленінграді, Іркутську, Львові (1945 — 1958) і Новосибірську.
Лауреат Державної премії СРСР (1950), Ленінської премії (1976). Герой Соціалістичної Праці (1978).

## Праці
Праці Соболєва присвячені петрографії і мінералогії Сибірської платформи та України (вивчав петрографію кристалічних порід Житомирщини і молодих вулканічних порід Карпат).